# Hasely Crawford Stadium

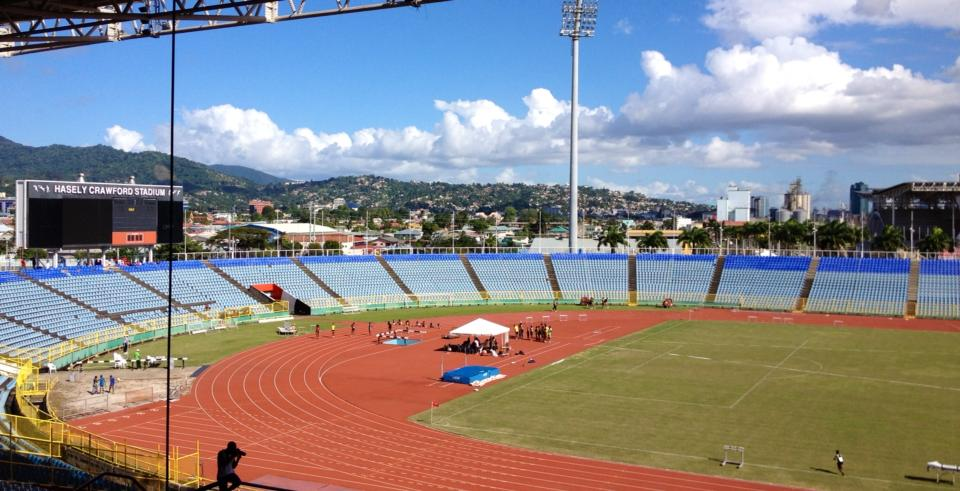
Lo stadio nel 2013.

Lo Hasely Crawford Stadium è uno stadio della città di Port of Spain, a Trinidad e Tobago.
Lo stadio ospita le partite interne del Defence Force Football Club, unica squadra della nazione ad aver vinto una CONCACAF Champions League. Lo stadio conta 23 000 posti.